# Yalaha
Yalaha é uma Região censo-designada localizada no estado americano de Flórida, no Condado de Lake.

## Demografia
Segundo o censo americano de 2000, a sua população era de 1175 habitantes.

## Geografia
De acordo com o United States Census Bureau tem uma área de
38,6 km², dos quais 16,2 km² cobertos por terra e 22,4 km² cobertos por água.

## Localidades na vizinhança
O diagrama seguinte representa as localidades num raio de 16 km ao redor de Yalaha.